# Cicerbita
Cicerbita  Wallr., 1822  è un genere di piante angiosperme dicotiledoni della famiglia delle Asteraceae.

## Etimologia
Il nome del genere deriva dal latino cicer ("cece") in riferimento ai suoi piccoli semi; oppure, secondo altri testi, deriva dalla parola latina Cicharba (una pianta simile descritta dal medico personale di Teodosio I, Marcello Empirico di Bordeaux nella sua opera De medicamentis).
Il nome scientifico del genere è stato definito per la prima volta dal botanico Carl Friedrich Wilhelm Wallroth (1792-1857) nella pubblicazione "Schedulae Criticae de Plantis Florae Halensis Selectis. Corollarium novum ad C. Sprengelii Floram halensem. Accedunt generum quorundam specierumque omnium definitiones novae, excursus in stirpes difficiliores. Tom. I. Phanerogamia. Halae" ( Sched. Crit. 433 ) del 1822.

## Descrizione

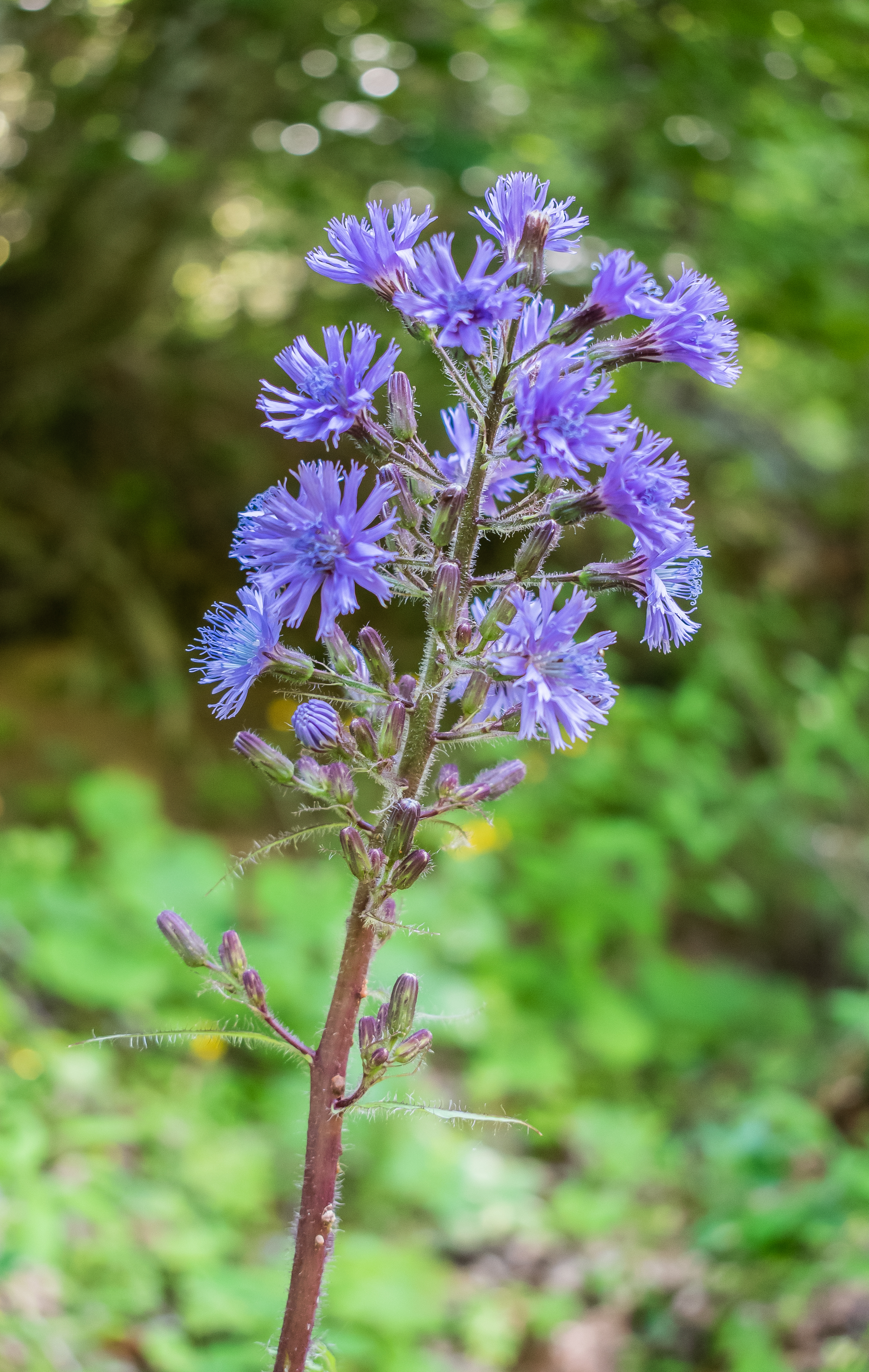
Il portamento
Cicerbita alpina

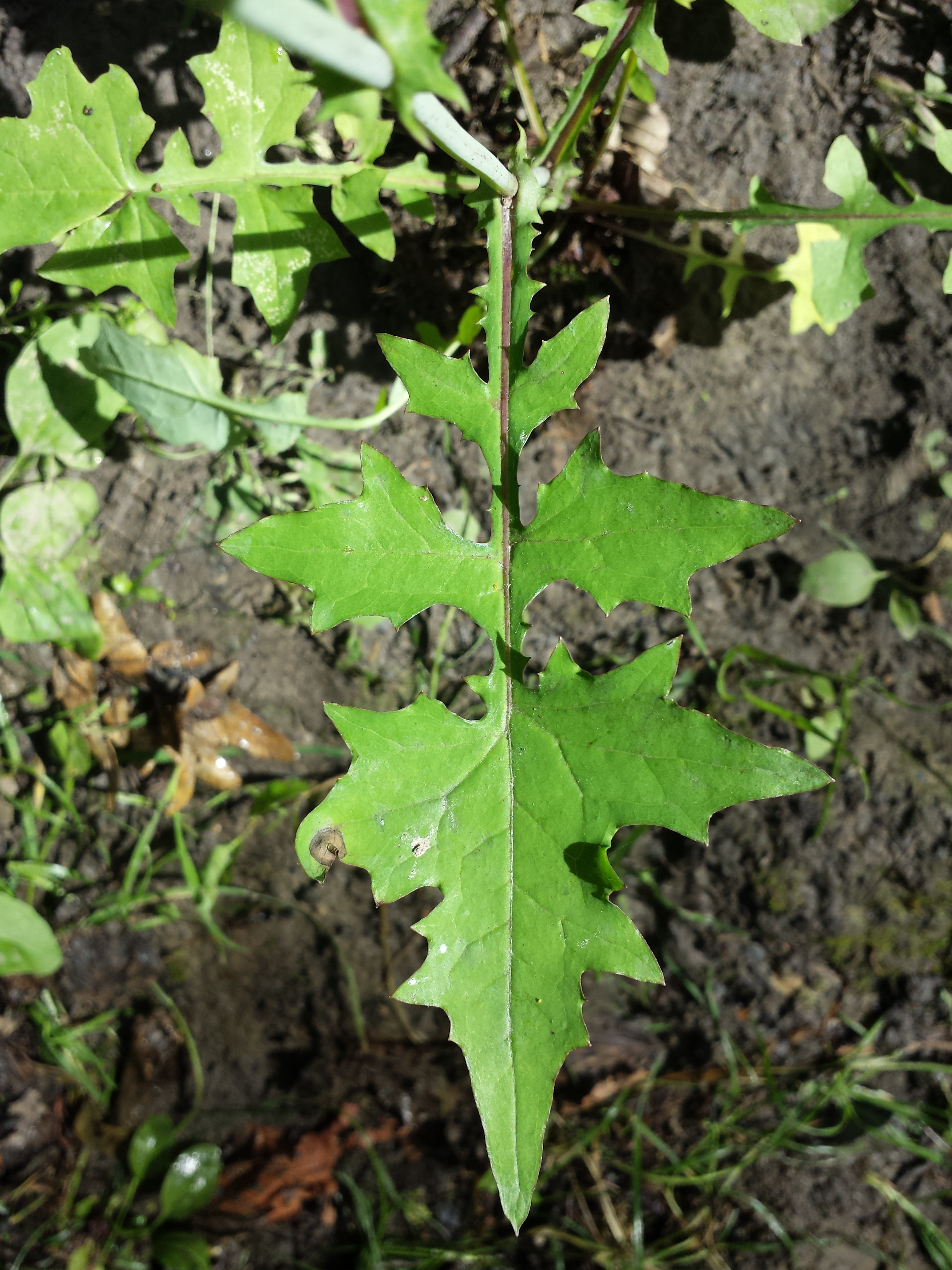
Le foglie
Cicerbita muralis

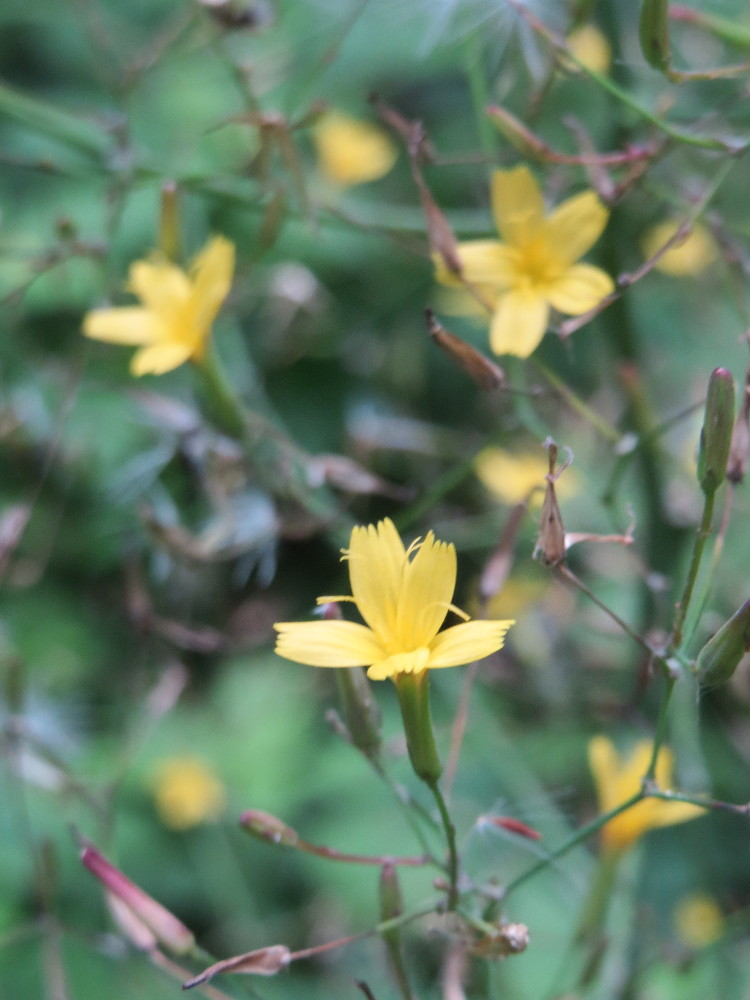
Infiorescenza
Cicerbita muralis

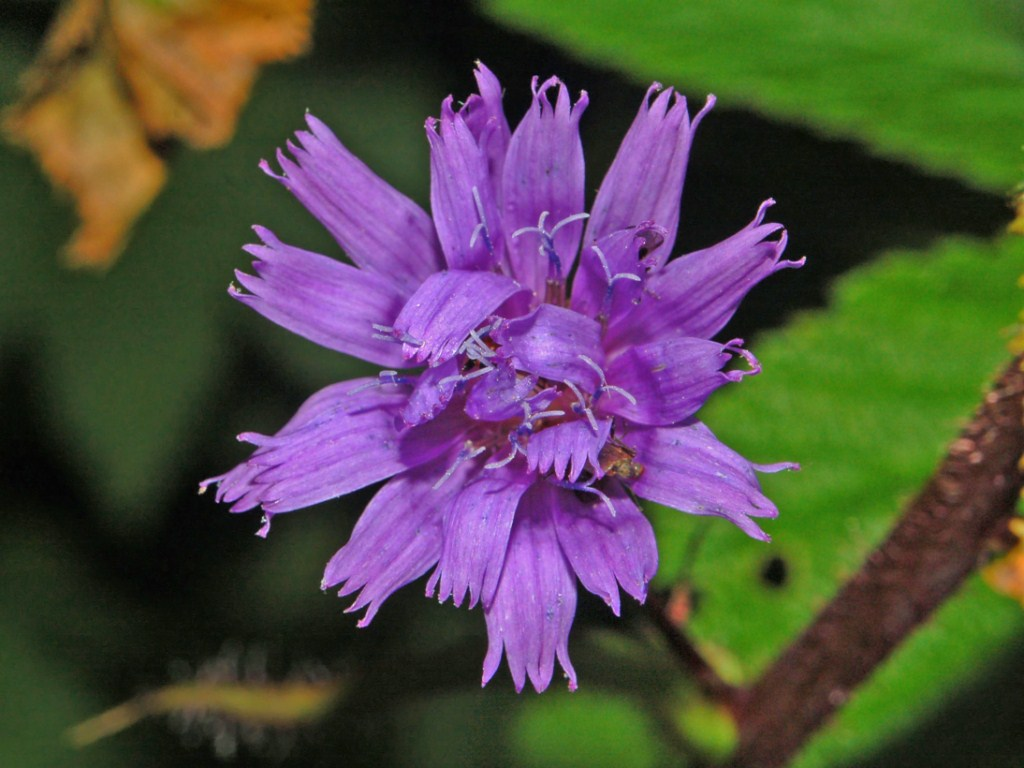
I fiori
Cicerbita alpina

Habitus. Sono piante perenni che possono raggiungere e superare il metro di altezza. La forma biologica prevalente del genere è emicriptofita scaposa (H scap): ossia sono piante perennanti con gemme poste al livello del suolo con fusto allungato e poco foglioso. Sono piante abbondantemente lattiginose.
Fusto. Il fusto nella parte bassa è semplice, mentre diventa ramoso in prossimità dell'infiorescenza. I fusti sono sempre irti di peli. La parte sotterranea è un rizoma che a volte può essere obliquo; le radici sono secondarie da rizoma.
Foglie. Le foglie basali sono in genere grandi e formano una rosetta. Lungo il caule sono disposte in modo alternato. La forma è del tipo pennatopartita con un grande lobo apicale a forma di triangolo. I margini delle foglie sono dentati.
Infiorescenza . I fiori sono ordinati in capolini terminali. L'infiorescenza è a grappolo (o pannocchia) apicale. La struttura dei capolini è quella tipica delle Asteraceae: un peduncolo sorregge un involucro generalmente campanulato formato da più squame che fanno da protezione al ricettacolo  (nudo, senza pagliette) sul quale s'inseriscono i fiori di tipo ligulato; l'altro tipo di fiori, quelli tubulosi, normalmente presenti nelle Asteraceae, in questo genere sono assenti. Le squame sono disposte su due serie; quelle più esterne sono corte e formano quasi un calice.
Fiori. I fiori sono tetra-ciclici (calice – corolla – androceo – gineceo), pentameri ed ermafroditi (generalmente lo sono quelli del disco centrale – quelli esterni sono femminili). I fiori sono tutti di tipo ligulato e sono inoltre zigomorfi.
- Formula fiorale:

*/x K {\displaystyle \infty }, [C (5), A (5)], G 2 (infero), achenio
- Calice: i sepali del calice sono ridotti ad una coroncina di squame.
- Corolla: i petali sono 5 con la porzione inferiore saldata a tubo (la parte superiore si presenta come un prolungamento nastriforme – ligula) terminante in 5 dentelli. I fiori possono essere di vari colori: lilla, blu o violetti (qualche volta gialli).
- Androceo: gli stami sono 5 con filamenti liberi, mentre le antere sono saldate tra di loro e formano un manicotto circondante lo stilo.  Le antere sono caudate e alla base sono acute. Il polline è tricolporato.[12]
- Gineceo: l'ovario è infero uniloculare formato da 2 carpelli; lo stilo è unico ma profondamente bifido

Frutti. I frutti sono degli acheni fusiformi (compressi), sormontati da un pappo bianco (non è presente il becco). Il frutto esternamente possiede da una a tre nervature disposte longitudinalmente e un totale di 12 - 18 coste. Il pappo si presenta con una serie di peli capillari disposti internamente, circondati esternamente da una serie di basse ciglia.

## Biologia
- Impollinazione: l'impollinazione avviene tramite insetti (impollinazione entomogama tramite farfalle diurne e notturne).
- Riproduzione: la fecondazione avviene fondamentalmente tramite l'impollinazione dei fiori (vedi sopra).
- Dispersione: i semi (gli acheni) cadendo a terra sono successivamente dispersi soprattutto da insetti tipo formiche (disseminazione mirmecoria). In questo tipo di piante avviene anche un altro tipo di dispersione: zoocoria. Infatti gli uncini delle brattee dell'involucro si agganciano ai peli degli animali di passaggio disperdendo così anche su lunghe distanze i semi della pianta.

## Distribuzione e habitat
Le specie di questo genere sono distribuite sui monti dell'Europa, nell'Asia temperata e America settentrionale. In Italia allo stato spontaneo si trovano facilmente la Cicerbita alpina e la Cicerbita muralis.

## Tassonomia
La famiglia di appartenenza di questa voce (Asteraceae o Compositae, nomen conservandum) probabilmente originaria del Sud America, è la più numerosa del mondo vegetale, comprende oltre 23.000 specie distribuite su 1.535 generi, oppure 22.750 specie e 1.530 generi secondo altre fonti (una delle checklist più aggiornata elenca fino a 1.679 generi). La famiglia attualmente (2021) è divisa in 16 sottofamiglie.

### Panorama storico
Il genere Cicerbita venne creato nel 1822 ad opera del botanico Karl Friedrich Wallroth (1792-1857); questo per separare alcune specie dal genere Sonchus, definito da Linneo nel 1753, in quanto i pappi dei due generi sono differenti nella forma. Per altri botanici il genere di questa scheda si avvicinava di più a quello della Lactuca e spesso la Cicerbita veniva inclusa in questo. È da aggiungere infine che per un lungo periodo di tempo al nome Cicerbita venne preferito quello di Mulgedium definito dal botanico Alexandre Henri Gabriel de Cassini nel 1824.

### Filogenesi
Il genere di questa voce appartiene alla sottotribù Lactucinae della tribù Cichorieae (unica tribù della sottofamiglia Cichorioideae). In base ai dati filogenetici la sottofamiglia Cichorioideae è il terz'ultimo gruppo che si è separato dal nucleo delle Asteraceae (gli ultimi due sono Corymbioideae e Asteroideae). La sottotribù Lactucinae fa parte del "quarto" clade della tribù; in questo clade è in posizione "basale" vicina alla sottotribù Hyoseridinae.
I caratteri più distintivi per questa sottotribù (e quindi per i suoi generi) sono:
- gli acheni spesso sono compressi con una quindicina di costolature;
- alla base gli acheni sono inseriti in un piccolo e liscio anello (carpoforo);
- il pappo ha una struttura omogenea;
- l'origine delle specie è prevalentemente del Vecchio Mondo (Mediterraneo e Himalaya).

La struttura filogenetica della sottotribù è ancora in fase di studio e completamento. Provvisoriamente è stata suddivisa in 10 lignaggi. Il genere di questa voce appartiene al "Cicerbita lineage" consistente in due cladi fratelli: uno (Clade A) comprende la comune C. alpina  Wallr., l'endemica balcanica C. pancicii  Beauverd e la caucasica-turca Prenanthes petiolata (K.Koch) Sennikov (il cui nome recuperato secondo le ultime ricerche filogenetiche è C. petiolata (K.Koch) Gadnidze). L'altro clade (Clade B) è formato da due subcladi, uno (Subclade B1) rappresentato dalla specie  Mycelis muralis (L.) Dumort., il secondo (Subclade B2) da alcune specie ricavate dal genere Cephalorrhynchu Boiss. (considerato tradizionalmente un sinonimo di Lactuca L.). Si calcola che i due cladi principali si siano separati 8,7 e 5 milioni di anni fa; mentre per i subcladi Mycelis e Cephalorrhynchu sono state calcolate le date di 3,3 e 3,7 milioni di anni fa. Il nuovo lignaggio per il genere Cicerbita risulta così monofiletico ed è posizionato tra il genere Faberia e il genere Lactuca s.str.
Il seguente cladogramma, tratto dallo studio citato e semplificato, mostra una possibile nuova configurazione del genere Cicerbita.
|  | \| \| Cicerbita pancicii \| \| \| \| \| \| Cicerbita petiolata \| \| \| \| |
|  |                                                                            |
|  | Cicerbita alpina                                                           |
|  |                                                                            |
|  | Cicerbita pancicii                                                         |
|  |                                                                            |
|  | Cicerbita petiolata                                                        |
|  |                                                                            |

|  | Cicerbita pancicii  |
|  |                     |
|  | Cicerbita petiolata |
|  |                     |

| ___Subclade_B1___ | (Mycelis)          |
|                   | (Mycelis)          |
| ___Subclade_B2___ | (Cephalorrhynchus) |
|                   | (Cephalorrhynchus) |

|  | \| \| Cicerbita pancicii \| \| \| \| \| \| Cicerbita petiolata \| \| \| \| |
|  |                                                                            |
|  | Cicerbita alpina                                                           |
|  |                                                                            |
|  | Cicerbita pancicii                                                         |
|  |                                                                            |
|  | Cicerbita petiolata                                                        |
|  |                                                                            |

|  | Cicerbita pancicii  |
|  |                     |
|  | Cicerbita petiolata |
|  |                     |

| ___Subclade_B1___ | (Mycelis)          |
|                   | (Mycelis)          |
| ___Subclade_B2___ | (Cephalorrhynchus) |
|                   | (Cephalorrhynchus) |

I caratteri distintivi per le specie di questo genere sono:
- il portamento è erbaceo perenne;
- l'habitat è relativo ad ambienti umidi da montani a subalpini;
- gli acheni sono privi di becco oppure no;
- gli acheni hanno 12 - 18 coste;
- l'origine del lignaggio e delle regioni del sud est asiatico-europeo.

Il numero cromosomico della specie è: 2n = 16 e 18 (diploide).

### Elenco delle specie
Questo genere tradizionalmente ha 39 specie:
- Cicerbita acuminata Grossh.
- Cicerbita adenophora  (Boiss. & Kotschy) Beauverd
- Cicerbita alii  Roohi Bano & Qaiser
- Cicerbita alpina  Wallr.
- Cicerbita auriculiformis  (C.Shih) N.Kilian
- Cicerbita azurea  Beauverd
- Cicerbita benthamii  (C.B.Clarke) Roohi Bano & Qaiser
- Cicerbita boissieri  (Rouy) C.Jeffrey
- Cicerbita bourgaei  Beauverd
- Cicerbita brassicifolia  Beauverd
- Cicerbita chiangdaoensis  H.Koyama
- Cicerbita crambifolia  Beauverd
- Cicerbita crassicaulis  (Trautv.) Beauverd
- Cicerbita deltoidea  Beauverd
- Cicerbita × favratii  Wilczek
- Cicerbita garrettii  (Kerr) H.Koyama
- Cicerbita kossinskyi  Krasch.
- Cicerbita kovalevskiana  Kirp.
- Cicerbita ladyginii  (Tzvelev) N.Kilian
- Cicerbita macrophylla  (Willd.) Wallr.
- Cicerbita madatapensis  Gagnidze
- Cicerbita mulgedioides  Beauverd
- Cicerbita neglecta  (Tzvelev) N.Kilian
- Cicerbita nepalensis  Kitam.
- Cicerbita nuristanica  Kitam.
- Cicerbita olgae  Leskov
- Cicerbita pancicii  Beauverd
- Cicerbita persica  Beauverd
- Cicerbita plumieri  (L.) Kirschl.
- Cicerbita prenanthoides  (M.Bieb.) Beauverd
- Cicerbita putii  (Kerr) H.Koyama
- Cicerbita racemosa  (Willd.) Beauverd
- Cicerbita roborowskii  Beauverd
- Cicerbita scoparia  (Rech.f. & Köie) Kitam.
- Cicerbita sonchifolia  (Vis. & Pancic) Beauverd
- Cicerbita songarica  (Regel) Krasch.
- Cicerbita thianschanica  Beauverd
- Cicerbita variabilis  (Bornm.) Bornm.
- Cicerbita zeravschanica  Popov
- Cicerbita zhenduoi  (S.W.Liu & T.N.Ho) N.Kilian

Nota: in base agli ultimi studi filogenetici della sottotribù Lactucinae la composizione di questo genere potrebbe assumere la seguente configurazione con sole 10 specie (tra parentesi sono indicati gli attuali nomi scientifici accettati):
- Cicerbita alpina  Wallr.
- Cicerbita cyprica Beauverd (Lactuca cyprica (Rech.f.) N.Kilian & Greuter)
- Cicerbita hispida (DC.) Beauverd (Lactuca hispida DC.)
- Cicerbita microcephala DC. (Cephalorrhynchus microcephalus (DC.) Schchian - sinonimo di Lactuca microcephala DC.)
- Cicerbita muralis (L.) Wallr. (Lactuca muralis (L.) E.Mey. - Mycelis muralis (L.) Dumort.)
- Cicerbita neglecta  (Tzvelev) N.Kilian
- Cicerbita pancicii  Beauverd
- Cicerbita petiolata (K.Koch) Gadnidze (Prenanthes petiolata (K.Koch) Sennikov)
- Cicerbita rechingeriana (Tuisl) Coskunç. & al.  (Cephalorrhynchus rechingerianus Tuisl - sinonimo di Lactuca rechingeriana (Tuisl) N.Kilian & Greuter
- Cicerbita subplumosa (Kovalevsk.) M. Güzel & al. (Cephalorrhynchus subplumosus Kovalevsk.)

Nel gruppo dovrebbe essere compresa anche la specie Cephalorrhynchus kirpicznikovii Grossh. (sinonimo di Lactuca kirpicznikovii (Grossh.) N.Kilian & Greuter).

### Specie della flora italiana
Elenco delle specie presenti nella flora spontanea italiana (secondo la nuova configurazione del genere):
- Gli acheni sono privi del becco; i fiori sono violetti;

Cicerbita alpina Wallr. - Cicerbita violetta: l'altezza massima della pianta è di 5 - 8 dm; il ciclo biologico è perenne; la forma biologica è emicriptofita scaposa (H scap); il tipo corologico è Orofita Europeo; l'habitat tipico sono i boschi umidi, le vallecole, i bordi dei rivi e le schiarite forestali; in Italia è una specie comune al Nord e molto rara altrove e si trova fino ad una quota di 1.000 - 1.800 m s.l.m. Nella "Flora d'Italia" questa specie è nominata Lactuca alpina (L.) A. Gray.
- Gli acheni hanno il becco; i fiori sono gialli;

Cicerbita muralis (L.) Wallr. - Lattuga dei boschi: l'altezza massima della pianta è di 4 - 8 dm; il ciclo biologico è perenne; la forma biologica è emicriptofita scaposa (H scap); il tipo corologico è Europeo - Caucasico; l'habitat tipico sono le stazioni fresche in boschi montani di latifoglie e conifere e nelle radure; in Italia è una specie comune e si trova su tutto il territorio fino ad una quota di 200 - 1.800 m s.l.m.. Nella "Flora d'Italia" questa specie è nominata Lactuca muralis (L.) Gaertn.; mentre in altre checklist si chiama Mycelis muralis (L.) Dumort..

#### Specie della zona alpina
Entrambe le due specie spontanee della flora italiana vivono sull'arco alpino. La tabella seguente mette in evidenza alcuni dati relativi all'habitat, al substrato e alla distribuzione delle specie alpine.
| Specie | Comunità vegetali | Piani vegetazionali | Substrato | pH     | Livello trofico | H2O   | Ambiente          | Zona alpina         |
| --- | ----------------- | ------------------- | --------- | ------ | --------------- | ----- | ----------------- | ------------------- |
| Cicerbita alpina | 11                | subalpino           | Ca - Si   | neutro | alto            | medio | B6 D2 G2 H1       | tutto l'arco alpino |
| Cicerbita muralis | 14                | montano collinare   | Ca - Si   | neutro | alto            | medio | B3 B5 B6 I1 I2 I5 | tutto l'arco alpino |
| Legenda e note alla tabella. Substrato: con “Ca/Si” si intendono rocce di carattere intermedio (calcari silicei e simili). Zona alpina: vengono prese in considerazione solo le zone alpine del territorio italiano (sono indicate le sigle delle province). Comunità vegetali:11 = comunità delle macro- e megaforbie terrestri; 14 = comunità forestali. Ambienti: B3 = siepi e margini dei boschi; B5 = rive, vicinanze corsi d'acqua; B6 = tagli rasi forestali, schiarite, strade forestali; D2 = bordi dei ruscelli; G2 = praterie rase dal piano collinare a quello alpino; H1 = ontaneti verdi, saliceti subalpini; I1 = boschi di conifere; I2 = boschi di latifoglie; I5 = rimboschimenti e boschi secondari. |                   |                     |           |        |                 |       |                   |                     |

### Sinonimi
Sono elencati alcuni sinonimi per questa entità:
- Agathyrsus D.Don
- Eunoxis  Raf.
- Galathenium  Nutt.
- Garacium  Gren. & Godr.
- Kovalevskiella  Kamelin
- Steptorhamphus  Bunge

## Usi

### Cucina
È soprattutto nella cucina che queste specie trovano impiego: sono parenti prossime della cicoria e della lattuga. Nelle nostre zone (Alpi orientali) è molto ricercata la specie Cicerbita alpina (corre il rischio di estinzione proprio per questo motivo).